# Puhu (Adonara Timur)
Puhu is een bestuurslaag in het regentschap Flores Timur van de provincie Oost-Nusa Tenggara, Indonesië. Puhu telt 608 inwoners (volkstelling 2010).